# El Yeco
El Yeco es una población costera situada en la Región de Valparaíso, al norte de Algarrobo y al sur de Tunquén.

## Historia
De acuerdo al Diccionario Geográfico de 1897

Yeco.-—Fundo del departamento de Casa Blanca en su sección de la costa y por las cercanías de Llampaico, Tunquén, &c. Trae el nombre de yecu con el que conocían los indios al ave, llamada vulgarmente cuervo (Graculus brasilianus).
Francisco Solano Asta-Buruaga y Cienfuegos, Diccionario Geográfico de la República de Chile (1897 ) 